# Syrbaz Tałgat
Syrbaz Tałgat (kaz. Сырбаз Талғат; ur. 30 listopada 1999) – kazachski zapaśnik walczący w stylu wolnym. Zajął siedemnaste miejsce na mistrzostwach świata w 2022 roku. 
Triumfator mistrzostw Azji w 2021; trzeci w 2022. Trzeci na MŚ juniorów w 2018 i 2019. Mistrz Azji juniorów w 2019 i drugi w 2018 roku.